# Percorso di vacanza

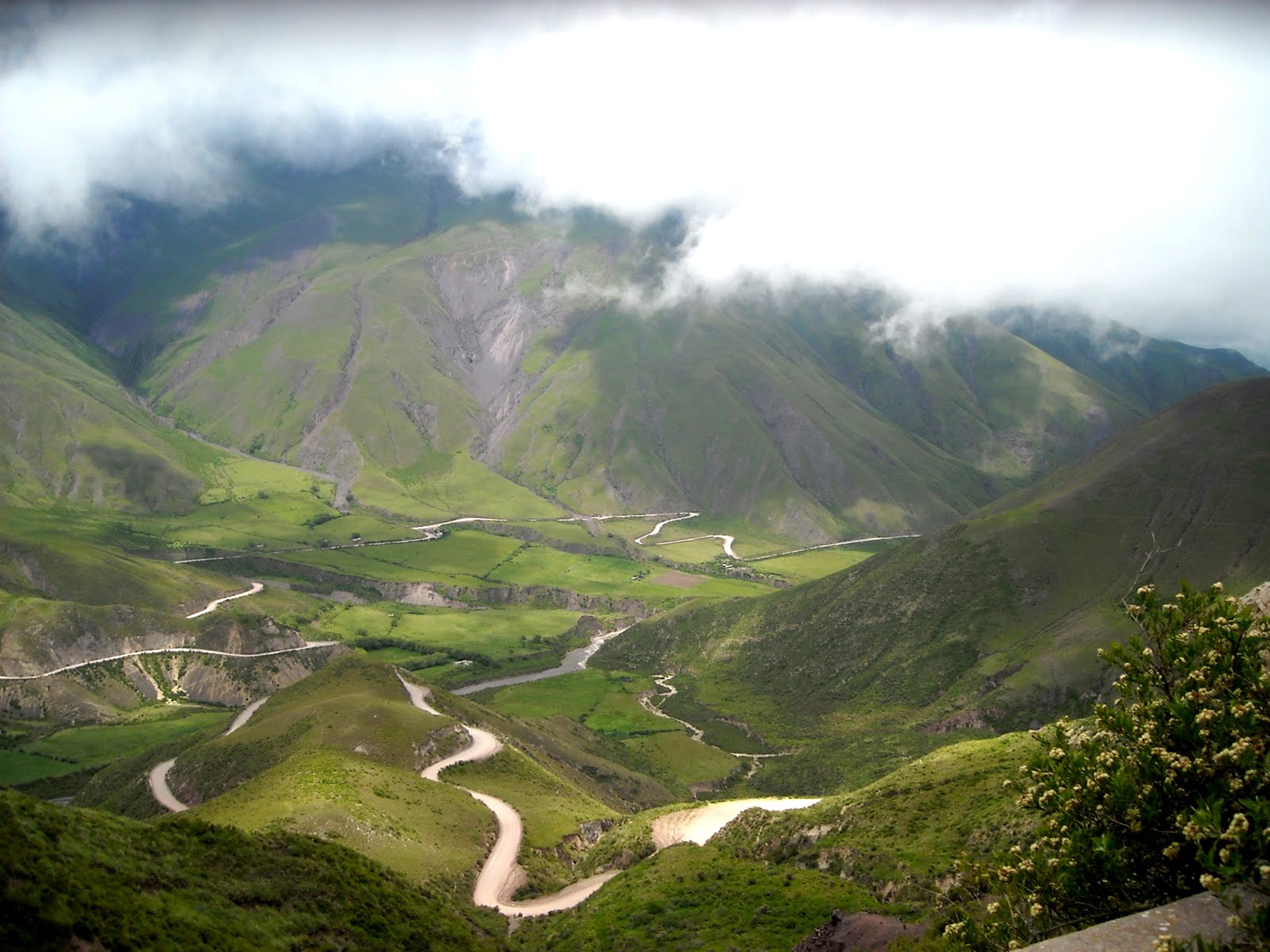
Percorso di vacanza.

Un percorso di vacanza (in tedesco Ferienstrasse), anche chiamato percorso tematico o percorso turistico, è un concetto tedesco che in Germania indica un itinerario al quale è stato assegnato un filo conduttore comune, di interesse turistico e caratterizzato da un insieme di cartelli di segnalazione unitari ad opera delle singole amministrazioni locali.
Una forma particolare del percorso di vacanza è il percorso panoramico. In questo caso si tratta di una strada che consente di ammirare le bellezze paesaggistiche locali.

## Storia
L'idea del percorso tematico proviene originariamente dall'Inghilterra. Lo scopo era di preservare impianti significativi per la storia industriale come una specie di "museo vivente" e di collegarli in un percorso industriale.

## Caratteristiche
I percorsi di vacanza per lo più non coincidono con le rotte principali fortemente visitate della regione. In parte furono già costruiti come percorsi prevalentemente turistici, in parte sorsero da una corrispondente marcatura di strade esistenti.
Gli iniziatori sono numerose regioni che sono tese a farsi conoscere meglio turisticamente sul mercato. Fili conduttori tipici sono paesaggio, industria (passata) tipica della regione o eredità culturale. Il gruppo target di un percorso tematico sono i turisti con interessi culturali.
I percorsi sono contrassegnati in modo unitario con cartelli lungo tutto il percorso con l'indicazione del loro nome o una raffigurazione del loro logo. In totale nella sola Germania esistono ben 150 percorsi di vacanza. Il corrispondente in Austria sono i "percorsi esperienziali" (in tedesco Erlebnisstraßen).

## Selezione di percorsi di vacanza

### Percorsi in Germania
- (DE)  Ahr-Rotweinstraße: percorso del vino rosso
- (DE)  Aischgründer Bierstraße: percorso della birra
- (DE)  Alte Salzstraße: antica via del sale
- (DE)  Artland-Route[1]
- (DE)  Badische Spargelstraße: percorso dell'asparago
- (DE)  Badische Weinstraße: percorso del vino
- (DE)  Beelitzer Spargelstraße: percorso dell'asparago
- Bergstraße percorso montano
- Bertha Benz Memorial Route: 1888, il primo lungo viaggio automobilistico della storia
- (DE)  Bier- und Burgenstraße: percorso della birra e delle rocche
- (DE)  Bramgau-Route[2]
- (DE)  Deutsche Alleenstraße
- (DE)  Deutsche Alpenstraße: percorso tedesco delle Alpi
- (DE)  Deutsche Edelsteinstraße: percorso tedesco delle pietre preziose
- (DE)  Deutsche Fachwerkstraße
- (DE)  Deutsche Fährstraße
- (DE)  Deutsche Ferienroute Alpen-Ostsee: percorso tedesco dalle Alpi al Mar Baltico
- (DE)  Deutsche Hopfenstraße
- (DE)  Deutsche Kohlstraße[3]
- (DE)  Deutsche Limes-Straße: percorso tedesco del limes
- (DE)  Deutsche Märchenstraße: percorso tedesco della fiaba
- (DE)  Deutsche Schuhstraße: percorso tedesco della scarpa
- (DE)  Deutsche Sielroute
- (DE)  Deutsche Spielzeugstraße: percorso tedesco del giocattolo
- (DE)  Deutsche Storchenstraße: percorso tedesco della cicogna (o Elbuferstraße, percorso della riva dell'Elba)[4]
- (DE)  Deutsche Tonstraße: percorso tedesco dell'argilla
- (DE)  Deutsche Uhrenstraße: percorso tedesco dell'orologio
- (DE)  Deutsche Vulkanstraße: percorso tedesco dei vulcani
- (DE)  Deutsche Weinstraße: percorso tedesco del vino
- (DE)  Deutsche Wildstraße
- (DE)  Eichenlaubstraße
- (DE)  Elbling Route
- (DE)  Friesische Mühlenstraße: percorso frisone dei mulini
- (DE)  Fußballroute NRW: percorso del calcio
- (DE)  Fürstenstraße der Wettiner
- (DE)  Glasstraße: percorso del vetro
- (DE)  Hanse-Route: percorso anseatico[5]
- (DE)  Harz-Heide-Straße
- (DE)  Hunsrück Schiefer- und Burgenstraße
- (DE)  Hochtaunusstraße
- (DE)  Hohenzollernstraße: percorso degli Hohenzollern
- (DE)  Idyllische Straße: percorso idillico
- (DE)  Käsestraße: percorso del formaggio
- (DE)  Keltenstraße: percorso dei Celti
- (DE)  Klassikerstraße: percorso dei classici
- (DE)  Lahn-Ferien-Straße
- (DE)  Lehm- und Backsteinstraße
- (DE)  Loreley- und Burgenstraße
- (DE)  Märkische Eiszeitstraße
- (DE)  Mitteldeutsche Straße der Braunkohle
- (DE)  Moselschiefer-Straße
- (DE)  Moselweinstraße: percorso del vino della Mosella
- (DE)  Motorradstraße: percorso della motocicletta
- (DE)  Mühlenstraße Oberschwaben: percorso dei mulini in Alta Svevia
- (DE)  Nebenstraßen der Romanik (in Altmark e Havelwinkel) Percorsi secondari del romanico (nel distretto di Altmark e di Havelwinkel)
- (DE)  Nibelungenstraße: percorso dei Nibelunghi
- (DE)  Niedersächsische Milchstraße: percorso del latte della Bassa Sassonia
- (DE)  Niedersächsische Mühlenstraße: percorso dei mulini della Bassa Sassonia
- (DE)  Niedersächsische Spargelstraße: percorso dell'asparago della Bassa Sassonia
- (DE)  Obstmarschenweg
- (DE)  Osning-Route
- (DE)  Porzellanstraße: percorso della porcellana
- (DE)  Reußische Fürstenstraße
- (DE)  Rheinischer Sagenweg: percorso delle saghe del Reno
- strada romantica (a Heidelberg)
- (DE)  Route der Industriekultur
- (DE)  Römerstraße Neckar-Alb: percorso dei Romani dal fiume Neckar al fiume Alb
- (DE)  Römische Weinstraße
- (DE)  Ruwer-Riesling-Weinstraße
- (DE)  Saar-Riesling-Straße
- (DE)  Sächsische Weinstraße: percorso del vino della Sassonia
- (DE)  Schwarzwald-Bäder-Straße Percorso delle stazioni termali della Foresta Nera
- Schwarzwaldhochstraße Percorso alto della Foresta Nera
- (DE)  Schwäbische Albstraße
- (DE)  Schwäbische Bäderstraße: percorso delle stazioni termali della Svevia
- (DE)  Schwäbische Dichterstraße: percorso dei poeti della Svevia
- (DE)  Schwäbische Weinstraße: percorso del vino della Svevia
- (DE)  Schwedenstraße
- (DE)  Siegfriedstraße: percorso di Sigfrido
- (DE)  Silberstraße: percorso dell'argento (o Sächsische Silberstraße, percorso dell'argento della Sassonia)
- (DE)  Solmser Straße
- (DE)  Störtebeker-Straße
- (DE)  Straße der Demokratie: percorso della democrazia (dal 2007)
- (DE)  Straße der Energie: percorso dell'energia
- (DE)  Straße der Megalithkultur: percorso della cultura megalitica (dal 2008)
- (DE)  Straße der Romanik: percorso del romanico
- (DE)  Straße der Staufer
- (DE)  Straße der Weserrenaissance
- (DE)  Thüringisch-Fränkische-Schieferstraße
- (DE)  Viezstraße
- (DE)  Vorpommersche Dorfstraße
- (DE)  Weinstraße Kraichgau-Stromberg
- (DE)  Weinstraße Saale-Unstrut
- (DE)  Westfälische Mühlenstraße: percorso dei mulini della Vestfalia
- (DE)  Württemberger Weinstraße: percorso del vino del Württemberg

## Percorsi internazionali

### Percorsi tedesco-olandesi
- Dollardroute
- Dr. Picardt-Route[6]
- Hamaland-Route[7]
- Maas-Schwalm-Nette-Route
- Oranier-Route
- Pionier-Routen
  - Pionierroute Moor/Veen
  - Pionierroute Zwei Kulturen
  - Pionierroute Energie[8]
- Westerwolde-Hümmling-Route

### Percorsi franco-tedeschi
- Deutsch-französische Touristik-Route: percorso turistico franco-tedesco
- Grüne Straße: percorso verde[9].
- Heinrich-Schickhardt-Kulturstraße: percorso culturale di Heinrich Schickhardt

### Percorsi tedesco-cechi
- Burgenstraße: percorso delle rocche

### Percorsi tedesco-polacchi
- Via Regia

### Percorsi in Germania che attraversano più di due Länder
- Europäische Goethe-Straße: percorso europeo di Goethe
- Europäische Route der Backsteingotik: rotta europea del gotico in mattone
- Grüne Küstenstraße: percorso verde della costa
- Grüne Straße Eifel-Ardennen: percorso verde
- Oberschwäbische Barockstraße: percorso barocco dell'Alta Svevia
- Sisi-Straße
- Straße der Kaiser und Könige: percorso degli imperatori e dei re
- "Via Sacra"

### Percorsi al di fuori della Germania
- Romanische Straße in Alsazia